# 1766
1766 (MDCCLXVI) a fost un an obișnuit al calendarului gregorian, care a început într-o zi de marți.

## Arte, știință, literatură și filozofie
- Chimistul și fizicianul englez Henry Cavendish descoperă hidrogenul.
- Legea lui Bode. Lege cu ajutorul căreia se calculează distanța aproximativă dintre planete și Soare prezentată de Johann Daniel Titius și popularizată de germanul Johann Elert Bode în 1772.

## Nașteri
- 14 februarie: Robert Malthus, economist britanic (d. 1834)
- 22 aprilie: Anne Louise Germaine de Staël (n. Anne-Louise Germaine Necker), scriitoare elvețiană de limbă franceză (d. 1817)
- 8 iulie: Dominique Jean Larrey, medic chirurg militar francez (d. 1842)
- 6 septembrie: John Dalton, fizician și chimist englez (d. 1844)
- 29 septembrie: Charlotte a Marii Britanii, fiica cea mare a regelui George al III-lea al Regatului Unit (d. 1828)
- 23 octombrie: Emmanuel de Grouchy, mareșal francez (d. 1847)

## Decese
- 13 ianuarie: Regele Frederick al V-lea al Danemarcei, 42 ani (n. 1723)
- 5 februarie: Leopold Josef von Daun, 60 ani, feldmareșal austriac (n. 1705)
- 23 februarie: Stanislaw I, 88 ani, rege al Poloniei (n. 1677)
- 11 iulie: Elisabeta de Parma (n. Elisabetta Farnese), 73 ani, a doua soție a regelui Filip al V-lea al Spaniei (n. 1692)